# Talchum
Le talchum (hangeul : 탈춤) est une danse traditionnelle coréenne exécutée par des danseurs portant différents types de masques. Il trouve son origine dans le chamanisme coréen et est classé comme patrimoine culturel immatériel par l'UNESCO depuis 2022[réf. nécessaire].